# Good Time (Owl City e Carly Rae Jepsen)
Good Time è un brano musicale estratto come primo singolo dal quarto album del progetto musicale statunitense synthpop Owl City, The Midsummer Station, la cui pubblicazione è avvenuta il 17 agosto 2012. La canzone è stata scritta da Matthew Thiessen, Brian Lee, Adam Young e prodotta esclusivamente da quest'ultimo. Il brano musicale vede la presenza della cantautrice canadese Carly Rae Jepsen ed è, inoltre, contenuto nel suo secondo album Kiss, la cui pubblicazione è avvenuta il 18 settembre 2012.

## Video musicale
Il video musicale di Good Time è stato diretto da Declan Whitebloom e presentato il 24 luglio 2012 sulla pagina Vevo ufficiale di Owl City. Il giorno stesso Adam Young ha scritto sul suo profilo Twitter, "È sempre un #bel momento andare al campeggio con @CarlyRaeJepsen" , e ha affiancato un link al video su YouTube. Il video è stato filmato nella Silvermine Picnic Area nell'Harriman State Park.
Il video si apre con Jepsen appoggiata alla sua automobile, una Fiat 500, ai piedi un appartamento mentre aspetta che i suoi amici scendano, per poi salire a bordo dell'auto e farsi strada attraverso la caligine di New York. Il video alterna scene di Carly Rae Jepsen e Adam Young alla guida delle rispettive macchine con due gruppi di amici, mentre si allontanano dalla metropoli. I due gruppi si incontrano di fronte ad una foresteria nel mezzo dei boschi, pronti per passare assieme un fine settimana all'aria aperta. Durante la strofa di Carly Rae Jepsen si vede la cantante canadese camminare lungo un sentiero nella foresta, a cui sono alternate scene del resto della comitiva in passeggiata verso un accampamento. Durante il ritornello Young viene ripreso con un laghetto sullo sfondo. Quando cala la notte il gruppo canta e balla attorno ad un falò.

## Tracce
1. Good Time – 3:25

## Successo commerciale
Good Time ha debuttato alla 17ª posizione nella Official Singles Chart vendendo 17 497 copie. La settimana successiva, entra in top 10, al 5º posto con un incremento delle vendite dell'oltre 138% (42 618 copie).
In Francia il singolo ha esordito al 107º posto, per poi occupare, un mese dopo, la 26ª posizione vendendo 2 267 copie. Due settimane dopo, il singolo occupa la 13ª posizione con un incremento delle vendite del 15% (2 792 copie). La settimana seguente, con un incremento delle vendite del 22%, il brano sale al 10º posto.
In Corea del Sud Good Time ha debuttato direttamente tra i primi dieci posti, al 9º, vendendo oltre 21 000 download digitali, secondo i dati raccolti dalla Korea Music Content Industry Association.

## Classifiche
| Classifica (2012) | Posizione massima |
| ----------------- | ----------------- |
| Australia         | 5                 |
| Austria           | 9                 |
| Belgio (Fiandre)  | 6                 |
| Belgio (Vallonia) | 8                 |
| Canada            | 1                 |
| Corea del Sud     | 1                 |
| Danimarca         | 17                |
| Finlandia         | 16                |
| Francia           | 4                 |
| Germania          | 11                |
| Irlanda           | 6                 |
| Italia            | 50                |
| Norvegia          | 7                 |
| Nuova Zelanda     | 1                 |
| Paesi Bassi       | 9                 |
| Regno Unito       | 5                 |
| Repubblica Ceca   | 3                 |
| Slovacchia        | 52                |
| Stati Uniti       | 8                 |
| Sudafrica         | 2                 |
| Svezia            | 25                |
| Svizzera          | 4                 |

| Classifica di fine anno (2012) | Posizione massima |
| ------------------------------ | ----------------- |
| Belgio (Fiandre)               | 56                |
| Belgio (Vallonia)              | 59                |
| Canada                         | 30                |
| Giappone                       | 8                 |
| Paesi Bassi                    | 68                |
| Regno Unito                    | 69                |
| Stati Uniti                    | 38                |
| Svizzera                       | 56                |